# Kühlfalle

Kühlfalle

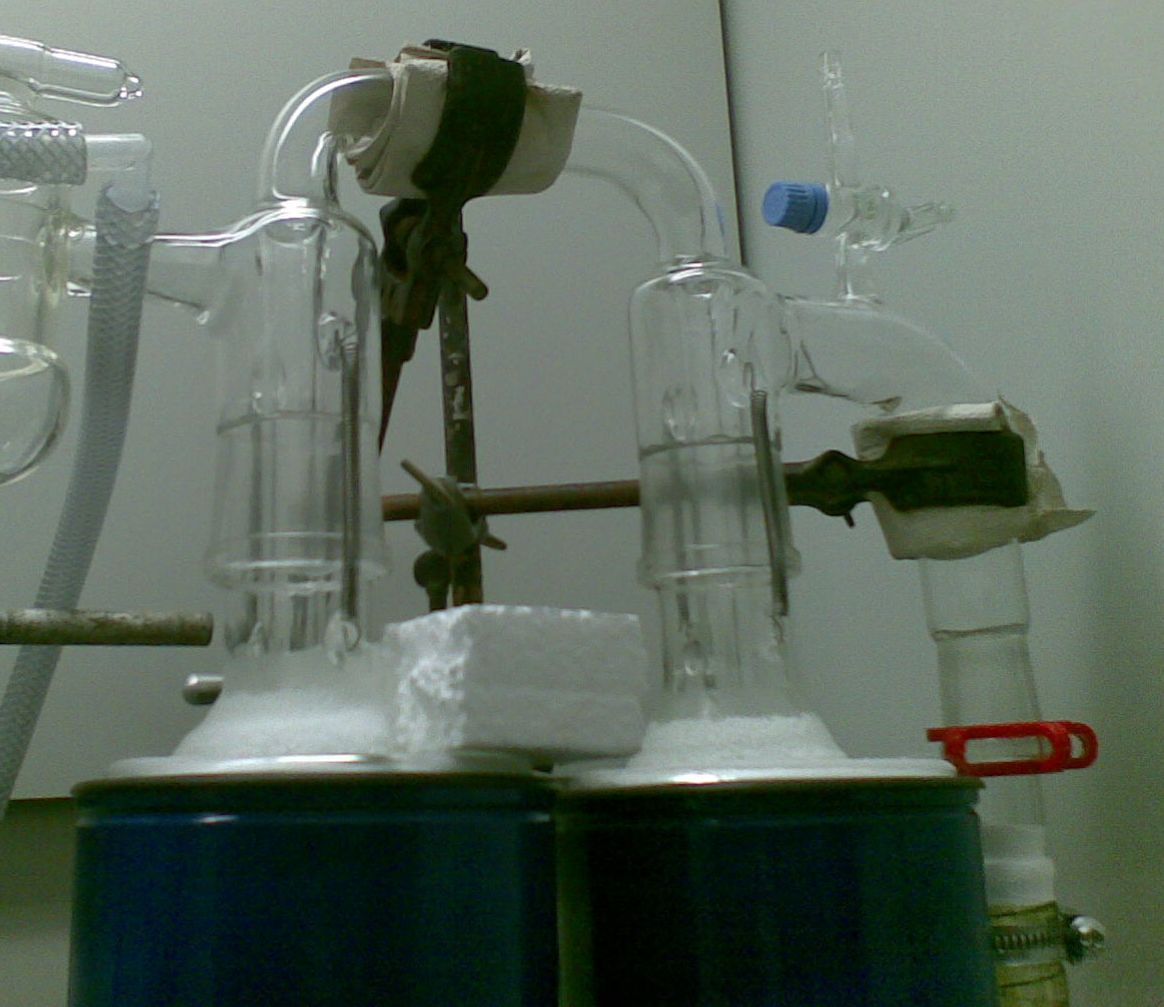
Kühlfallen an einer Schlenkline (links) zum Schutz einer Drehschieberpumpe (rechts). Durch den umgekehrten Einbau der ersten Kühlfalle wird ein schnelles Zufrieren des Rohrs verhindert. Die Dewargefäße enthalten flüssigen Stickstoff.

Eine Kühlfalle ist eine Vorrichtung, mit der sich kondensierbare Gaskomponenten aus einem Gasstrom abtrennen lassen. Sie ist die einfachste Kondensationspumpe. Ihr Zweck ist beispielsweise der Schutz einer nachgeschalteten Vakuumpumpe (Flüssigkeitsschläge); sie kann aber auch dazu dienen, Lösungsmittel wieder zu verwenden und Emission in die Atmosphäre zu verringern.

## Verwendung, Aufbau und Wirkungsweise
Kühlfallen werden in der chemischen Industrie eingesetzt, um aus Gasströmungen Lösungsmittel abzuscheiden. In einem Wärmeübertrager wird das Gas abgekühlt, so dass entsprechend den Partialdrücken bestimmte Gaskomponenten kondensieren und abgeschieden werden. Am Austritt des Wärmeübertragers wird ein Tropfenabscheider eingesetzt, um eine effektive Abscheidung zu erreichen. Zur Reduzierung der Kühlleistung wird meistens ein Gas-Gas-Wärmeübertrager verwendet, um das in die Kühlfalle einströmende warme Gas durch Wärmeübergang vom ausströmenden Gas vorzukühlen. Das Ausschleusen des Kondensates erfolgt automatisch über eine Füllstandsregelung. In Unterdrucksystemen kann entweder eine Schleusensteuerung verwendet werden oder das Kondensat wird abgepumpt.
In Labors verwendete Kühlfallen bestehen aus Glas oder anderen kältebeständigen Materialien und ähneln vom Aufbau her einer Waschflasche. Die Flasche wird gekühlt, um kondensierbare Gasbestandteile zu kondensieren. Die Kühlfalle wird zwischen die Vakuumpumpe und die Vakuumapparatur angeschlossen und in ein Dewargefäß eingetaucht, welches mit einem Kühlmedium wie z. B. flüssigem Stickstoff oder einer Kältemischung aus Trockeneis/Aceton gefüllt ist, dessen Temperatur niedriger als der Siedepunkt der zu kondensierenden Dämpfe/Gase bei Pumpendruck (partielles Vakuum) liegen sollte. Wird der Druck in der Vakuumapparatur verringert, so verdampfen dabei vorhandene Lösungsmittel und werden dann als Dampf bzw. Gas durch die Kühlfalle gesaugt (Saugrichtung: siehe Bild). Die Dämpfe kondensieren bzw. gefrieren dort wegen der niedrigen Temperatur des Kühlmediums, z. B. −196 °C (77 Kelvin) bei Einsatz von flüssigem Stickstoff, an der Gefäßwand. Damit wird verhindert, dass korrodierende oder brennbare Gase in die Pumpe gelangen, die diese beschädigen oder zu unerwünschten Folgereaktionen (Brand oder ggf. sogar Explosion am Pumpenausgang) führen könnten. Spezielle „Intensiv-Kühlfallen“ kommen ohne Dewargefäß aus.
In umgekehrter Richtung kommen Kühlfallen zum Einsatz, um die Diffusion des Treibmittels von Öldiffusionspumpen in den Rezipienten zu verhindern.
Da sich die Kühlfalle auf Dauer mit ausgefrorenen Lösungsmitteln füllt, muss sie regelmäßig ausgetauscht bzw. entleert werden, da sonst der Weg von der Pumpe zur Apparatur verschlossen ist und das Vakuum nur zwischen Kühlfalle und Pumpe aufrechterhalten wird. Zudem muss das Dewargefäß stets ausreichend mit Kühlmedium (z. B. flüssigem Stickstoff) gefüllt sein, da sonst die Kühlfalle wieder auftaut und die bereits aufgefangenen Stoffe in die Pumpe gesaugt werden.
Wenn sauerstoff-/wasserfrei gearbeitet werden muss (Schlenk-Technik), eignet sich eine Kühlfalle auch zum Auffangen von Lösungsmitteln, die durch eine Vakuumpumpe verdampft wurden. Dabei bietet es sich an, diese zusätzliche Kühlfalle in umgekehrter Richtung einzubauen, um ein schnelles Zufrieren des Rohres zu verhindern.
In der Vakuumtechnik werden mit flüssigem Stickstoff gefüllte Kühlfallen dazu benutzt, um ein gutes Vakuum noch weiter zu verbessern. Restgase kondensieren an der Kühlfalle und der Druck im Rezipienten sinkt dadurch zusätzlich. Solche Kühlfallen bestehen meist aus einem hohlen, metallischen „Finger“ der in den Rezipienten ragt.

## Kühlfallen-Ausführungen
Für Kühlfallen sind verschiedene Formen gebräuchlich. So als Kühlfinger, als U-Rohr, mit zwei konzentrischen Rohren oder als Kugelkühlfalle. Kühlfallen für Hochvakuum haben oft einen recht einfachen Aufbau und können einen hohen Durchmesser besitzen, um das Auspumpen nicht zu behindern.
Im Labor üblich sind folgende Kühlfallen:
- Einfache Kühlfalle aus Glas, mit 2 Normschliff-Hülsen und 1 Kern NS 29/32, Kühlmittelgefäß ca. 500 ml
- ungefähr wie vor, aber mit Kugelschliffen (eine Kugel, eine Hülse)
- Kühlfalle komplett mit silberverspiegeltem Vakuummantel, Entleerungsventil, 2 Gewinde GL 18, Kappen GL 18 mit Oliven, Kühlmittelinhalt ca. 750 ml
- wie vor, jedoch 2 GL 25
- wie vor, jedoch 2 GL 32, Inhalt ca. 1.000 ml

## Sicherheitshinweise
Eine mit flüssigem Stickstoff (Siedepunkt: −196 °C = 77K) betriebene Kühlfalle ist in der Lage, größere Mengen von Sauerstoff (Siedepunkt: −183 °C = 90K) aus der Luft zu kondensieren. Dieser ist in flüssigem Zustand stark brandfördernd und es können (bei Bruch oder Undichtigkeiten des Glasgefäßes) zusammen mit den in Kühlfallen kondensierten Stoffen hochexplosive Mischungen entstehen. Auch kann es zum schlagartigen Verdampfen des Sauerstoffs kommen, welches zum Bersten der Apparatur führen kann. Es ist deshalb zu vermeiden, mit der Vakuumpumpe ständig Luft durch eine Kühlfalle zu saugen oder aber eine mit flüssigem Stickstoff (oder kälteren Kühlmedien) gekühlten Kühlfalle selbst bei abgeschalteter Pumpe offen zur Luft stehen zu lassen.